# Pétrel de Trindade
Pterodroma arminjoniana
Espèce
Statut de conservation UICN

 VU D2 : Vulnérable
Le Pétrel de Trindade (Pterodroma arminjoniana) ou Pétrel de La Trinité, est une espèce d'oiseaux marins de la famille des Procellariidae.

## Description
Cet oiseau mesure environ 37 cm de longueur pour une envergure de 95 cm. Il ne présente pas de dimorphisme sexuel.

## Répartition
Cet oiseau niche à Trindade et Martin Vaz (au large du Brésil) et sur l'île Ronde (environ 150 couples) à proximité de l'île Maurice (océan Indien).